# شامپو (فیلم)
شامپو فیلمی کمدی-رمانتیک به کارگردانی هال اشبی، با بازی وارن بیتی است که در سال ۱۹۷۵ منتشر شد.
فیلم با پیروزی ریچارد نیکسون در انتخابات ریاست جمهوری سال ۱۹۶۸ آغاز می شود. بنیاد فیلم آمریکا این فیلم را در رده چهل و هفتم بهترین فیلم های کمدی تاریخ سینما قرار داده است.

## داستان فیلم
جرج یک آرایش‌گر در بوری هیلز، در فکر بازی کردن یک سالن زیبائی است. او با مرد ثروتمندی به نام لستر از طریق همسرش فلیشا (که جرج با او رابطه دارد) قراری می‌گذارد. در محل کارش، کارفرمای بهانه‌گیر و بداخلاقش، نورمن مزاحمش می‌شود و بعدتر محبوبه‌اش، جیل هینز به او می‌گوید که کاری در مصر به او پیشنهاد شده است.
جرج به ملاقات لستر می‌رود و در دفتر او محبوبه قدیمی‌اش، جکی‌شان را که محبوبه کنونی لستر است می‌بیند. لستر، جرج را به یک مهمانی انتخاباتی دعوت می‌کند و از او می‌خواهد تا جکی را هم بیاورد. جرج، جکی را هنگام آرایش موهایش ملاقات می‌کند و درست وقتی مغازله می‌کنند، لستر سر می‌رسد. جرج بعدتر فلیشا را ملاقات می‌کند اما پیش از آن دختر نوجوان او، لورنا اغوایش می‌کند.
در مهمانی آن شب، جکی به شدت نوش‌خواری می‌کند و جرج او را از مهمانی بیرون می‌برد. فلیشا، لستر را به خاطر بی‌وفائی و رابطه‌اش با جکی به باد انتقاد می‌گیرد و نزد جیل و دوستش جانی پاپ باز می‌گردد. سپس به یک مهمانی می‌روند که جرج و جکی نیز در آن شرکت کرده‌اند. در اینجا، جیل و لستر، جکی و جرج را با هم در حال مغازله می‌بینند. جرج به دنبال جیل می‌رود. اما صبح روز بعد جیل به جرج می‌گوید که رابطه آن دو دیگر تمام شده است.
جرج به خانه باز می‌گردد و لستر را می‌بیند که با دو خلافکار به سراغش آمده است. جرج او را متقاعد می‌کند که روابطش عمق نداشته است. سپس به سراغ جکی می‌رود تا از او تقاضای ازدواج کند، اما به او می‌گویند که جکی با لستر (که اکنون از فلیشا جدا شده) رفته است.
جرج غمگین و افسرده، دور شدن آنان را نظاره می‌کند.

## بازیگران
- وارن بیتی در نقش جرج
- جولی کریستی در نقش جکی شان
- گلدی هاون در نقش جیل
- لی گرانت در نقش فلیشا
- جک واردن در نقش لستر

## جوایز

### اسکار
- برنده اسکار بهترین بازیگر نقش مکمل زن برای لی گرانت
- نامزد اسکار بهترین فیلمنامه اورجینال برای رابرت تاونی و وارن بیتی
- نامزد اسکار بهترین بازیگر نقش مکمل مرد برای جک واردن
- نامزد اسکار بهترین کارگردانی هنری